# Rafael Ratão
Rafael Rogério da Silva (Sumaré, 30 de novembro de 1995), conhecido apenas como Rafael Ratão, é um futebolista brasileiro que atua como atacante. Atualmente joga pelo Cerezo Osaka, emprestado pelo Bahia.

## Carreira em clubes
Descoberto na base do São Paulo, Ratão chegou à Ponte Preta em 2013 e foi integrado ao elenco profissional no mesmo ano. Sua estreia foi contra o Nacional de Manaus, pela Copa do Brasil, substituindo Raphael Silva aos 38 minutos do segundo tempo, não evitando a derrota por 1 a 0, resultado que eliminou a equipe de Campinas da competição. A estreia do atacante no Campeonato Brasileiro foi também saindo do banco de reservas, desta vez entrando no lugar de Ferron aos 22 minutos do segundo tempo da partida contra o Atlético Paranaense, que venceu por 1 a 0. Em outubro, marcou seu primeiro gol como profissional contra o Santos, mas não evitou a derrota por 2 a 1.
Sem espaço na Ponte, foi emprestado para Penapolense (2014 e 2015), Boa Esporte, Santos B (não chegou a jogar antes de ser dispensado por indisciplina), Guaratinguetá, Albirex Niigata e Náutico, mas jogou apenas 21 partidas entre 2014 e 2016.
Passou ainda por Chungju Hummel, Atlético Tubarão, Luverdense, Novorizontino, Oeste, Zorya Luhansk e Slovan Bratislava (inicialmente por empréstimo antes de assinar em definitivo em 2020).
Em 2021, Ratão foi contratado pelo Toulouse, até então na Ligue 2 (segunda divisão francesa), vencendo a Copa da França na temporada seguinte. Assinou com o Bahia em julho de 2023, atuando em 54 jogos e marcando10 gols antes de voltar ao futebol japonês em janeiro de 2025, assinando por empréstimo com o Cerezo Osaka.

## Títulos
Slovan Bratislava
- Campeonato Eslovaco: 2018–19, 2019–20, 2020–21
- Copa da Eslováquia: 2019–20, 2020–21

Toulouse
- Ligue 2: 2021–22[13]
- Copa da França: 2022–23[14]

### Individuais
- Time da Temporada do Campeonato Eslovaco: 2020–21[15]

## External links
- «Perfil de Rafael Ratão». em Soccerway